# モルテュッラ
『モルテュッラ』（原題：英: Morthylla）は、アメリカ合衆国のホラー小説家クラーク・アシュトン・スミスによる短編小説。『ウィアード・テールズ』1953年3月号に掲載された。
頽廃で厭世的な、ゾティーク16作品の最後の1作。

## あらすじ
ウムブリとプシオムの姉妹都市を支配していた王族に、モルテュッラという王女がいた。彼女は若くして死に、ミイラは霊廟に葬られ、3世紀の時間が経過する。
三角州の町ウムブリの、詩人ファムルザの館で、飲めや歌えの宴が催される。ファムルザの取り巻きたちは、濡れ事に溺れ、美酒や料理や媚薬にふける。しかし弟子の詩人ウァルザインは、ひたすら倦怠を覚えていた。ウァルザインは現実の女に飽き、幻想に魅せられており、「夢の中で見た女夢魔の快楽や、墓場の幽霊」などといったものを求めていると語る。師匠は呆れつつも、ラミアが出没すると噂のある、モルテュッラ王女の埋葬地のことを教える。
ウァルザインは館を後にし、ひとり墓地へと行ってみる。師匠はからかっているのだろうし、ウァルザインも噂を信じてなどいない。夜の霊廟の、倒れた柱には、女がひとり腰かけていた。月光に照らされたその顔は、古代の貨幣で見たことがある。好奇心に駆られたウァルザインが名を訪ねると、女は「わたくしはラミアのモルテュッラです」と名乗り、続いて自分の口づけは生者の寿命を吸い取ると忠告してくる。ウァルザインはもちろん、彼女が死者であるなどとは思わず、生身の女が彼をからかっているだけだろうと判断する。おそらく彼女は、墓場の雰囲気下で媾曳をしようという放蕩者なのだろう。ウァルザインが生に退屈していると告げると、彼女は死に退屈していると返答する。ウァルザインは、戯れに付き合おうと決め、以後毎晩、2人は墓場で逢瀬して言葉を交わすようになる。
ウァルザインの中ではモルテュッラに対する愛がつのってゆく。女もそれに応えてウァルザインを愛しているようであったが、ラミアの性質をあらわす素振りもなく、抱擁や口づけを拒む。ウァルザインの中で死んだと思われていた情欲が蘇り、モルテュッラは「あなたはわたくしが何者であるかを知って、幻影を抱くことなく、わたくしを愛さなくてはなりませんよ」と述べる。唇で殺して喰ってくれというウァルザインの訴えを、モルテュッラは躱していたが、ついにある程度認めたかのように、ウァルザインの喉に軽く歯を立て、すぐに離れる。
喉への鋭い口づけによって、ウァルザインはひどく熱を出したが、急用のために隣町のプシオムまで出向く。そこでふと、モルテュッラと装いは異なるが瓜二つの女を目に留める。唇の片隅に同じほくろがある。ウァルザインが取引相手の男に彼女を存じているか尋ねたところ、ベルディスという名の、財産を持ち自立して、多くの愛人がいる女だと説明される。
ウァルザインはベルディスのもとを訪れ、別離を宣言する。ラミアであるなど嘘であった。彼女もまた現世の快楽に飽いて、墓場でごっこ遊びをするうちに、彼に本気になっていたのである。ウァルザインは、ラミアのモルテュッラを愛し、生身のベルディスを愛することはできないと言う。2人は失恋し、ベルディスは涙を流した後に、かつてと同じ色恋沙汰と浮かれ騒ぎの現実へと戻る。しかしウァルザインにとってこの幻滅は耐え難く、かつて偽りのラミアに噛まれた喉に、短剣を突き立てて自害する。死んだウァルザインは、死んだことすら忘れ、最近の記憶をみな忘れた。
ウァルザインは館を後にし、ひとり墓地へと行ってみる。師匠はからかっているのだろうし、ウァルザインも噂を信じてなどいない。夜の霊廟の、倒れた柱には、女がひとり腰かけていた。月光に照らされたその顔は、古代の貨幣で見たことがある。好奇心に駆られたウァルザインが名を訪ねると、女は「わたくしはラミアのモルテュッラです」と名乗る。

## 主な登場人物
- ファムルザ - 老境の詩人にして富豪。世俗の快楽に満足しており、老いた精力は薬物で強めている。
- ウァルザイン - 主人公。ファムルザの弟子。名高い詩人にして放蕩者。あらゆる快楽に飽いて退屈している。
- モルテュッラ - 何世紀も前に死んで葬られた王女の名を名乗り、ラミアを自称する女。

## 収録
- 『ゾティーク幻妖怪異譚』創元推理文庫、大瀧啓裕訳

## 関連作品
- 邪神伝説シリーズ - 登場人物の名前を流用しており、ラミアとヴァルザインという名前の人物が登場する。